# Председнички избори у Немачкој 1925.
Председнички избори у Немачкој 1925. одржани су 29. марта и 26. априла. То су били први непосредни избори за функцију „председника Рајха“, који је био немачки шеф државе у периоду Вајмарске републике. Први председник Немачке, Фридрих Еберт, умро је 28. фебруара 1925. Еберт је изабран индиректно, гласањем у парламенту. Вајмарски устав је, међутим, захтевао да његовог наследника изабере „цели немачки народ“. Други председник Немачке постао је Паул фон Хинденбург, који је победио у другом кругу избора.
Хинденбург је био кандидат широке коалиције политичке деснице. Многи који су га подржавали су се надали да ће он када дође на власт уништити вајмарску демократију изнутра и вратити државу у предвајмарски статус кво. Друга два кандидата са реалним шансама да буду изабрани били су Ото Браун из Социјалдемократске партије и Вилхелм Маркс из Партије центра. С обзиром да су ове две партије биле најпосвећеније очувању вајмарског система заједнички делујући у Вајмарској коалицији, Браун се повукао из другог круга и подржао Маркса, упркос томе што је био на другом месту по броју гласова у првом кругу.
Избори су били важни због турбулентног времена у коме су одржани као и због тога што је према Вајмарском уставу шеф државе имао значајну моћ. Хинденбург је поново изабран 1932, и након тога је играо важну улогу у доласку нациста на власт. Међутим, многи од Хинденбургових присталица 1925. су касније били разочарани. Иако се у наредним годинама постављало питање уставности неких од његових акција, Хинденбург никада није отворено покушао да укине Вајмарски устав.

## Изборни систем
Закон је предвиђао да уколико ниједан кандидат не добије апсолутну већину гласова (више од 50%) у првом кругу председничких избора, одржава се други круг гласања у којем побеђује кандидат који освоји релативну већину гласова. Странка или група је у другом кругу могла предложити различитог кандидата у односу на први круг.

## Први круг
У првом кругу је учествовало укупно 17 кандидата. Хинденбург није био међу њима, и он ће бити номинован тек након првог круга. Најпопуларнији кандидати у првом кругу били су Карл Јарес из Немачке народне партије и Ото Браун из Социјалдемократске партије.
| Кандидат                       | Партија                                                     | Гласови    | %    |
| ------------------------------ | ----------------------------------------------------------- | ---------- | ---- |
| Карл Јарес                     | Немачка народна партија, Немачка национална народна партија | 10.416.658 | 38,8 |
| Ото Браун                      | Социјалдемократска партија                                  | 7.802.497  | 29,0 |
| Вилхелм Маркс                  | Партија центра                                              | 3.887.734  | 14,5 |
| Ернест Телман                  | Комунистичка партија                                        | 1.871.815  | 7,0  |
| Вили Хелпах                    | Немачка демократска партија                                 | 1.568.398  | 5,8  |
| Хајнрих Хелд                   | Баварска народна партија                                    | 1.007.450  | 3,7  |
| Ерих Лудендорф                 | Немачка националистичка слободарска партија                 | 285.793    | 1,1  |
| Остали кандидати               | Остали кандидати                                            | 25.761     | 0,1  |
| Неважећи/празни гласови        | Неважећи/празни гласови                                     |            | –    |
| Укупно                         | Укупно                                                      | 26.866.106 | 100  |
| Регистровани гласачи/излазност | Регистровани гласачи/излазност                              | 39.226.138 | 68,5 |
| Извор: Nohlen & Stöver         |                                                             |            |      |

## Други круг
Након првог круга избора Јарес се повукао у корист Хинденбурга, монархисте и популарног бившег генерала. Иако Хинденбург није имао интерес за државну функцију, невољно је пристао да буде кандидат, наводно тек после консултације са свргнутим немачким царем. Хинденбурга су подржали Немачка народна партија, Немачка национална народна партија и Баварска народна партија.
С друге стране, Социјалдемократска партија и Партија центра су имале договор да предложе заједничког кандидата у другом кругу. Партија центра је, међутим, одбила да подржи кандидата Социјалдемократске партије Ота Брауна, тако да се он на крају повукао у корист кандидата Партије центра Вилхелма Маркса. Маркса је подржала и Немачка демократска партија, и веровало се да уз подршку умерене левице и центра има шансе за победу. Међутим, учешће кандидата Комунистичке партије Ернеста Телмана је донекле поделило гласаче левице, што је дало предност Хинденбургу који је победио освојивши 48,3% гласова.
| Кандидат                       | Партија                        | Подржан од                     | VГласови   | %    |
| ------------------------------ | ------------------------------ | ------------------------------ | ---------- | ---- |
| Паул фон Хинденбург            | независни                      | ДВП, ДНВП, БВП, НСДАП          | 14.655.641 | 48,3 |
| Вилхелм Маркс                  | Партија центра                 | СПД, ДДП                       | 13.751.605 | 45,3 |
| Ернест Телман                  | Комунистичка партија           |                                | 1.931.151  | 6,4  |
| Остали кандидати               | Остали кандидати               | Остали кандидати               | 13.416     | 0,0  |
| Неважећи/празни гласови        | Неважећи/празни гласови        | Неважећи/празни гласови        |            | –    |
| Укупно                         | Укупно                         | Укупно                         | 30.351.813 | 100  |
| Регистровани гласачи/излазност | Регистровани гласачи/излазност | Регистровани гласачи/излазност | 39.414.316 | 77,0 |
| Извор: Nohlen & Stöver         |                                |                                |            |      |